# Srđan Pecelj
Srđan Pecelj (nacido el 12 de marzo de 1975) es un exfutbolista bosnio que se desempeñaba como defensa.
Jugó para clubes como el Velež Mostar, Estrella Roja de Belgrado, Shimizu S-Pulse, NK Inter Zaprešić y FC Admira Wacker Mödling.

## Trayectoria

### Clubes
| Club                      | País       | Año         |
| ------------------------- | ---------- | ----------- |
| Velež Mostar              | Yugoslavia | 1991 - 1992 |
| Estrella Roja de Belgrado | Serbia     | 1992 - 1993 |
| FK Železnik Belgrado      | Serbia     | 1993 - 1994 |
| Estrella Roja de Belgrado | Serbia     | 1995 - 1996 |
| Barcelona "B"             | España     | 1996 - 1997 |
| Estrella Roja de Belgrado | Serbia     | 1997 - 1999 |
| FK Čukarički Belgrado     | Serbia     | 1999 - 2000 |
| Paniliakos                | Grecia     | 2000 - 2001 |
| FC Sokol Saratov          | Rusia      | 2001        |
| Shimizu S-Pulse           | Japón      | 2002        |
| NK Inter Zaprešić         | Croacia    | 2003 - 2005 |
| FC Admira Wacker Mödling  | Austria    | 2005 - 2007 |
| SK Schwadorf              | Austria    | 2008        |
| NK Inter Zaprešić         | Croacia    | 2008 - 2010 |
| NK Novalja                | Croacia    | 2010 - 2011 |
| NK Rudar Trbovlje         | Eslovenia  | 2011 - 2015 |